# Flatland
Flatland (également publiée, en France, sous le nom de Flatland ou Le Plat pays, ou plus récemment Flatland : Fantaisie en plusieurs dimensions) est une allégorie publiée en 1884, où l'auteur, Edwin Abbott Abbott, donne vie aux dimensions géométriques, le point, la ligne et les surfaces, avant d'en arriver à faire découvrir l'univers des volumes par un carré. Cette allégorie n'est pas sans rappeler la sortie de la caverne, voire le cheminement de Don Quichotte, l'hidalgo de Cervantes. En outre, Flatland peut conduire à imaginer des dimensions spatiales supérieures aux trois dimensions que nous connaissons.

## Résumé

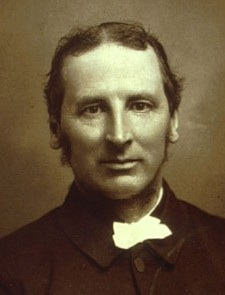
L'auteur du roman, le théologien Edwin Abbott Abbott

Le roman commence par ces mots : 
« 
J’appelle notre monde Flatland (le plat pays), non point parce que nous le nommons ainsi, mais pour vous aider à mieux en saisir la nature, vous, mes heureux lecteurs, qui avez le privilège de vivre dans l’espace ("I call our world Flatland, not because we call it so, but to make its nature clearer to you, my happy readers, who are privileged to live in Space"). »
Un "carré", individu vivant dans un monde a deux dimensions, découvre l'existence de mondes parallèles quand il reçoit la visite d’une mystérieuse sphère venant de la troisième dimension. D'abord sceptique, il crie à l'imposture avant d'être transporté dans la troisième dimension. Inspiré par ses découvertes, il prend une posture quasi-religieuse et essaye de convaincre tous les citoyens de son propre univers que celui-ci n’est pas limité aux deux dimensions accessibles par leurs sens. Considéré comme hérétique, il est finalement jeté en prison.
Abbott nous montre également, à travers le fait qu'un carré (convaincu que le monde n'a que deux dimensions) découvre une troisième dimension difficile à imaginer et à décrire, que nous-mêmes (qui sommes convaincus que le monde n'a que trois dimensions) pourrions nous trouver en réalité dans un monde à quatre dimensions difficile à imaginer et à décrire dont nous ne parcourrions que la « surface » tridimensionnelle.

## Galerie d'illustrations
Voici, ci-dessous, quelques illustrations effectuées par son auteur Edwin Abbott Abbott, publiées dans l'édition originale :

Quelques illustrations publiées dans le roman
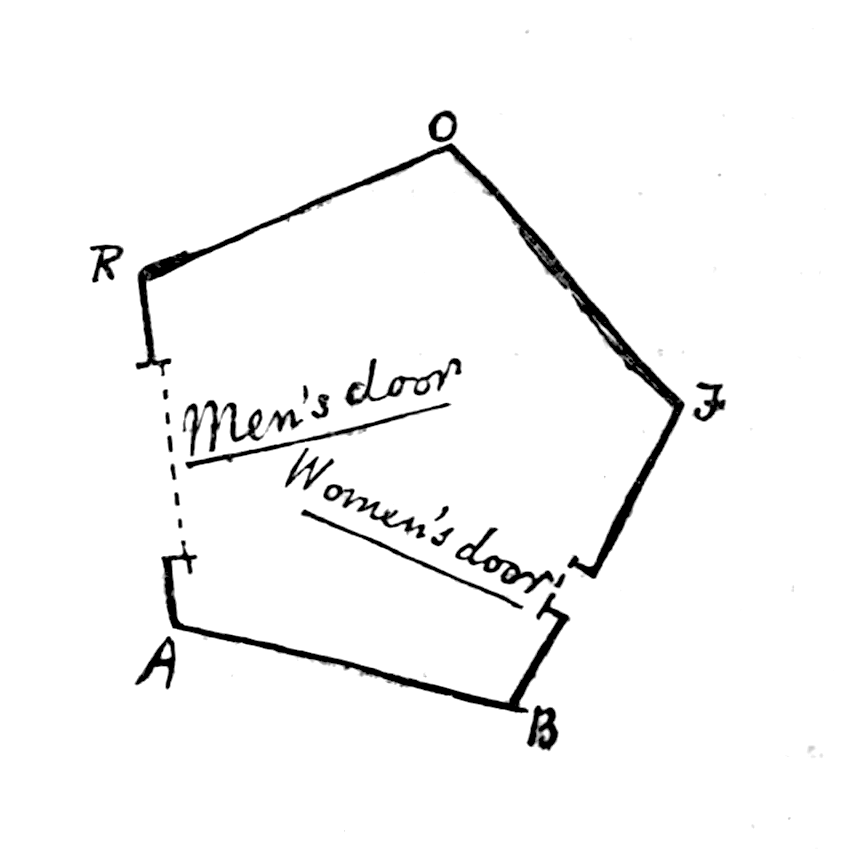
illustration de la page 7
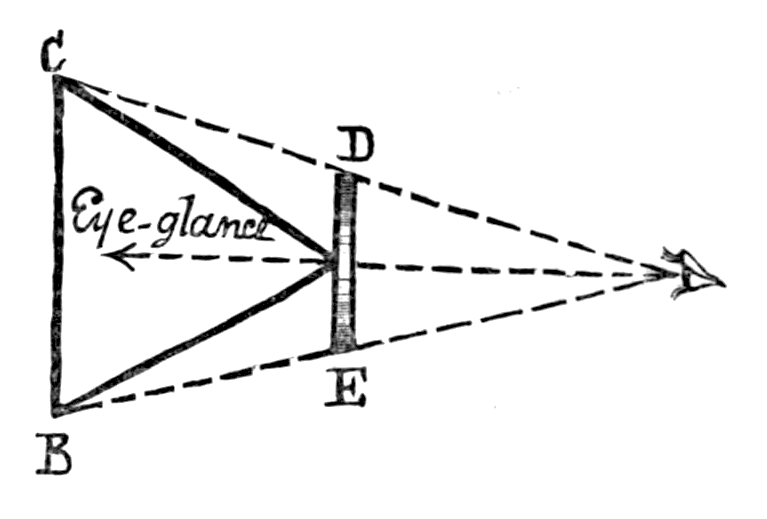
illustration de la page 23
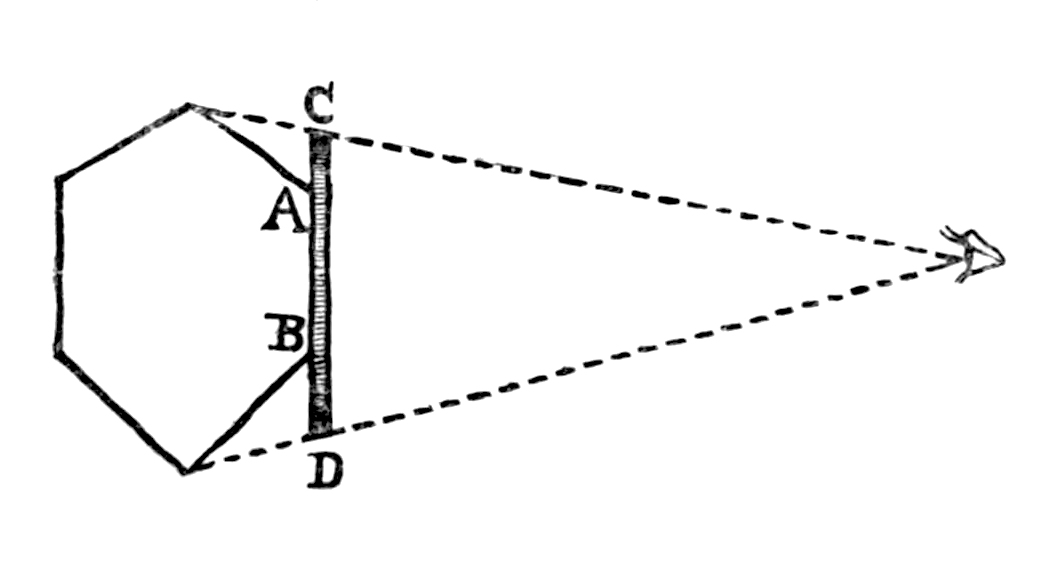
illustration de la page 24
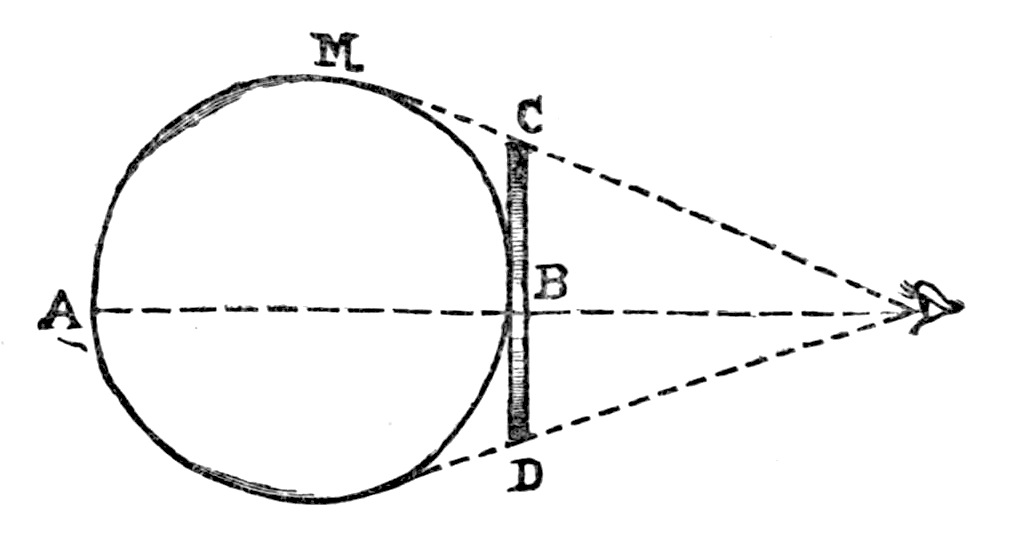
illustration de la page 36
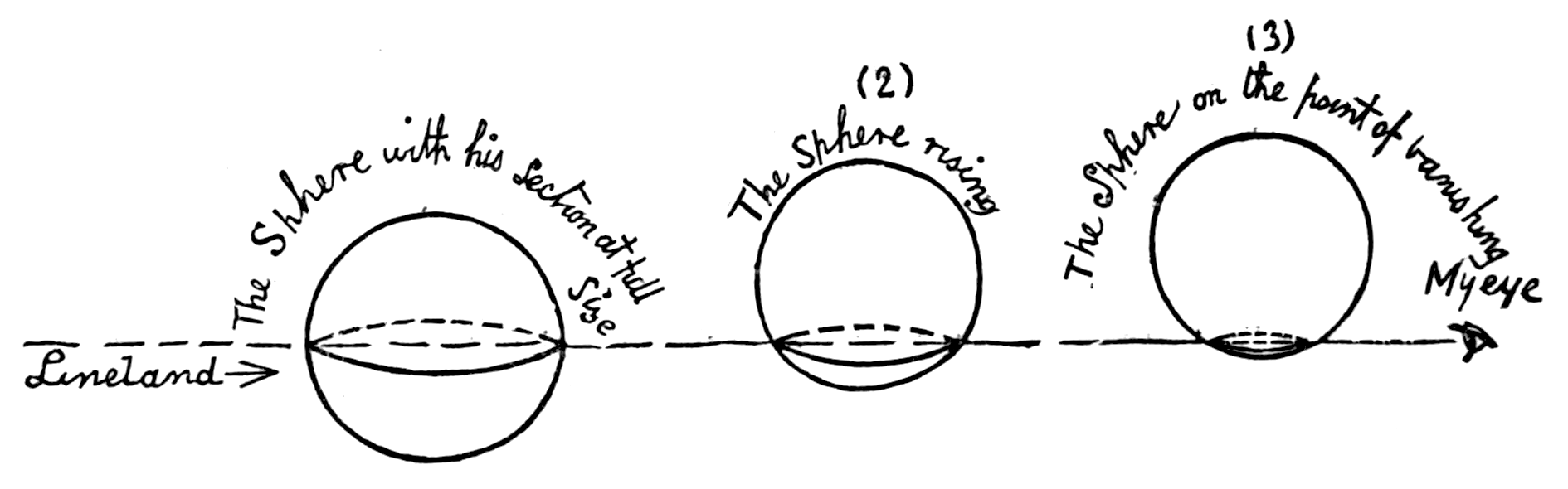
illustration de la page 71

## Adaptations

### Dans la littérature
- Sphereland (en), roman dont le nom entier est Sphereland: A Fantasy About Curved Spaces and an Expanding Universe est un roman, paru en 1965, écrit par le professeur de physique Dionys Burger (en)et se présentant comme une suite du roman d'Edwin Abbott Abbott.

- La Quatrième Dimension (en anglais The fourth dimension), roman de l'informaticien Rudy Rucker, auteur américain de romans et de nouvelles de science-fiction, paru en 1985 chez l'éditeur Seuil,  (ISBN 978-2020477994)

- Le Planivers (en anglais, The Planiverse) est un roman d’Alexander Dewdney, se déroulant dans un univers à deux dimensions physiquement réaliste.

- Un chapitre du livre Jérusalem (livre 2 - Mansoul) d'Alan Moore porte le nom de Flatland et fait référence à l'œuvre d'Edwin A. Abbott[5]  (ISBN 979-10-95086-44-4) .

### Au cinéma
- Flatland a inspiré un film court métrage dénommé Flatland: The Movie, réalisé par Jeffrey Travis avec Kristen Bell, Joe Estevez, Tony Hale, Martin Sheen, Will Wallace (en)[6]. Une suite dénommée Flatland 2: Sphereland a été réalisée en 2007 et s'inspire plus du roman de Dionys Burger.

- Le roman a également inspiré un film d'animation Flatland, réalisé par Ladd Ehlinger Jr en 2007.

### À la télévision
Flatland est mentionné par le capitaine Ed Mercer dans la série The Orville lorsque l'équipage découvre au sein d'une anomalie spatiale une civilisation en deux dimensions (saison 1, épisode 11, intitulé New Dimensions).
Flatland est aussi évoqué dans la série The Big Bang Theory où l'un des personnages centraux, Sheldon Cooper, utilise son imagination pour aller à Flatland quand il veut fuir le stress et changer d'air (saison 3, épisode 12, intitulé The Psychic Vortex)[réf. nécessaire].
Flatland apparaît dans la série Marvel : Les Agents du SHIELD (saison 3, épisode 15, intitulé Spacetime (en)) : durant l'épisode, un dénommé Edwin Abbot reçoit une vision du futur après avoir touché un inhumain. Plus tard dans l'épisode, Fitz fait un parallèle entre un espace à deux dimensions plongé dans un espace à trois dimensions et la vision d'un humain (dans un espace en trois dimensions) plongé dans l'espace-temps (en quatre dimensions). Flatland n'est pas explicitement évoqué, mais la présence du monde en deux dimensions associée à celle de l'auteur Edwin Abbott n'est pas une coïncidence[réf. nécessaire].

### Traductions en français
- Flatland. Une aventure à plusieurs dimensions  (trad. de l'anglais par Élisabeth Gille), Paris, J'ai Lu, coll. « Librio littérature » (no 1066), 2022 (1re éd. 1968, chez Denoël, coll. « Présence du futur » n° 110, sous le titre Flatland), 128 p. (ISBN 978-2-290-05409-3)
- Flatland. Fantaisie en plusieurs dimensions  (trad. de l'anglais par Philippe Blanchard), Paris, Les Belles Lettres, 2024, 160 p. (ISBN 978-2-251-45573-0)